# Georg Böllmann
Georg Böllmann (13. prosince 1866 Cheb – 17. května 1933 Praha) byl československý politik německé národnosti a meziválečný poslanec Národního shromáždění za Německý svaz zemědělců (Bund der Landwirte).

## Biografie
Vyrůstal v Plzni. Absolvoval gymnázium v Plzni. Od roku 1885 pracoval na státní železnici, pak se stal úředníkem v Chebu. Věnoval se agronomii. Podle údajů k roku 1929 byl profesí rolníkem ve Vysočanech (v okrese Žatec).
V parlamentních volbách v roce 1920 získal poslanecké křeslo v Národním shromáždění. Mandát obhájil v parlamentních volbách v roce 1925 i parlamentních volbách v roce 1929. Po jeho smrti ho v poslanecké funkci vystřídal Anton Köhler.
Zemřel v květnu 1933 v Praze, právě když hledal pomoc v lékařské ordinaci.